# Prestfoss
Prestfoss är en kyrkby som utgör centralort och enda tätort i Sigdals kommun i Buskerud fylke i Norge. Orten ligger där fylkesväg 287 möter  fylkesväg 2818 och  fylkesväg 2820, vid älven Simoa. Här finns Holmens kyrka.